# 第18回サンディエゴ映画批評家協会賞
 18th SDFCS Awards 

2013年12月11日

作品賞: 

 her/世界でひとつの彼女 
第18回サンディエゴ映画批評家協会賞は2013年の映画を対象としており、2013年12月10日にノミネーションが発表され、同年12月11日に受賞者が発表された。

## 受賞一覧
※受賞は太字。

### 作品賞
- 『her/世界でひとつの彼女』
  - 『それでも夜は明ける』
  - 『ゼロ・グラビティ』
  - 『インサイド・ルーウィン・デイヴィス 名もなき男の歌』
  - 『ショート・ターム』

### 監督賞
- アルフォンソ・キュアロン - 『ゼロ・グラビティ』
  - スティーヴ・マックイーン - 『それでも夜は明ける』
  - スパイク・ジョーンズ - 『her/世界でひとつの彼女』
  - デスティン・クレットン - 『ショート・ターム』
  - コーエン兄弟 - 『インサイド・ルーウィン・デイヴィス 名もなき男の歌』

### 主演男優賞
- オスカー・アイザック - 『インサイド・ルーウィン・デイヴィス 名もなき男の歌』
  - キウェテル・イジョフォー - 『それでも夜は明ける』
  - ホアキン・フェニックス - 『her/世界でひとつの彼女』
  - マシュー・マコノヒー - 『ダラス・バイヤーズクラブ』
  - トム・ハンクス - 『キャプテン・フィリップス』

### 主演女優賞
- ケイト・ブランシェット - 『ブルージャスミン』
  - サンドラ・ブロック - 『ゼロ・グラビティ』
  - エマ・トンプソン - 『ウォルト・ディズニーの約束』
  - ブリー・ラーソン - 『ショート・ターム』
  - アデル・エグザルホプロス - 『アデル、ブルーは熱い色』

### 助演男優賞
- ジャレッド・レト - 『ダラス・バイヤーズクラブ』
  - ジェームズ・ガンドルフィーニ - 『おとなの恋には嘘がある』
  - マイケル・ファスベンダー - 『それでも夜は明ける』
  - ダニエル・ブリュール - 『ラッシュ/プライドと友情』
  - サム・ロックウェル - 『プールサイド・デイズ』

### 助演女優賞
- シェイリーン・ウッドリー - The Spectacular Now
  - ルピタ・ニョンゴ - 『それでも夜は明ける』
  - ジェニファー・ローレンス - 『アメリカン・ハッスル』
  - エリザベス・バンクス - 『ハンガー・ゲーム2』
  - サリー・ホーキンス - 『ブルージャスミン』

### アンサンブル演技賞
- 『アメリカン・ハッスル』
  - 『プリズナーズ』
  - 『ショート・ターム』
  - 『プールサイド・デイズ』
  - 『それでも夜は明ける』

### 脚本賞
- スパイク・ジョーンズ - 『her/世界でひとつの彼女』
  - コーエン兄弟 - 『インサイド・ルーウィン・デイヴィス 名もなき男の歌』
  - アーロン・グジコウスキ - 『プリズナーズ』
  - ウディ・アレン - 『ブルージャスミン』
  - ニコール・ホロフセナー - 『おとなの恋には嘘がある』

### 脚色賞
- ジュリー・デルピー、イーサン・ホーク、リチャード・リンクレイター - 『ビフォア・ミッドナイト』
  - デスティン・クレットン - 『ショート・ターム』
  - ジョン・リドリー - 『それでも夜は明ける』
  - スコット・ノイスタッター、マイケル・Ｈ・ウェバー - The Spectacular Now
  - ビリー・レイ - 『キャプテン・フィリップス』

### 撮影賞
- エマニュエル・ルベツキ - 『トゥ・ザ・ワンダー』
  - エマニュエル・ルベツキ - 『ゼロ・グラビティ』
  - サイモン・ダガン ― 『華麗なるギャツビー』
  - ロジャー・ディーキンス - 『プリズナーズ』
  - ブリュノ・デルボネル - 『インサイド・ルーウィン・デイヴィス 名もなき男の歌』

### 編集賞
- 『キャプテン・フィリップス』
  - 『ゼロ・グラビティ』
  - 『her/世界でひとつの彼女』
  - 『ハンガー・ゲーム2』
  - 『それでも夜は明ける』

### 作曲賞
- アーケイド・ファイア - 『her/世界でひとつの彼女』
  - スティーヴン・プライス - 『ゼロ・グラビティ』
  - ハンス・ジマー - 『それでも夜は明ける』
  - ハンス・ジマー - 『ラッシュ/プライドと友情』
  - ビョルン・エリクソン - 『オーバー・ザ・ブルースカイ』

### 外国語映画賞
- 『ドラッグ・ウォー 毒戦』  香港
  - 『NO』  チリ
  - 『偽りなき者』  デンマーク
  - 『オーバー・ザ・ブルースカイ』  ベルギー
  - 『アデル、ブルーは熱い色』 フランス

### アニメ映画賞
- 『風立ちぬ』
  - 『怪盗グルーのミニオン危機一発』
  - 『クルードさんちのはじめての冒険』
  - 『アナと雪の女王』
  - 「ミッキーのミニー救出大作戦」

### ドキュメンタリー映画賞
- 『アクト・オブ・キリング』
  - Let the Fire Burn
  - 『物語る私たち』
  - 『バックコーラスの歌姫たち』
  - Blackfish

### 美術賞
- 『華麗なるギャツビー』
  - 『her/世界でひとつの彼女』
  - 『ウォルト・ディズニーの約束』
  - 『ゼロ・グラビティ』
  - 『それでも夜は明ける』

### Body of Work
- マシュー・マコノヒー - 『ウルフ・オブ・ウォールストリート』、『ダラス・バイヤーズクラブ』、『MUD -マッド-』

### カイル・カウンツ賞
- デスティン・クレットン